# 海因茨·冯海登
海因茨·冯海登垢工建筑（德語：Massivbau）的总部设于德国汉诺威附近的伊森哈根，它以年均建造约2000间房屋而成为德国最大的垢工建筑供应商之一。集团约有280名雇员，分别分布在总部以及哈尔贝格莫斯、布兰肯海姆、库彭海姆和亨尼希斯多夫等四个营业点。